# Cảnh Thọ
Cảnh Thọ (chữ Hán: 景寿; 1829 - 1889), Phú Sát thị, là một quan viên của nhà Thanh trong lịch sử Trung Quốc, đồng thời là 1 trong 8 vị Cố mệnh Bát đại thần của Hàm Phong Đế.

## Cuộc đời
Cảnh Thọ được sinh ra vào năm Đạo Quang thứ 9 (1829), trong gia tộc Sa Tế Phú Sát thị (富察氏) danh giá, thuộc Mãn Châu Tương Hoàng kỳ. Ông là con trai thứ tư của Nhất đẳng Thành Gia Nghị Dũng công, Công bộ Thượng thư Bác Khải Đồ (博啓圖). Thuận tiện nhắc đến, Bác Khải Đồ là con trai của Huệ Luân (惠倫), mà vị Huệ Luân này là con trai thứ hai của Minh Thụy - con trai thứ hai của Phó Văn (傅文). Suy ra thì ông là huyền tôn của Phó Văn, mà Phó Văn là con trai thứ tư của Sát Cáp Nhĩ Tổng quản Lý Vinh Bảo, tức là em trai của Hiếu Hiền Thuần Hoàng hậu, qua đó ta có thể thấy được xuất thân cao quý của ông, cũng là điều kiện để ông được chọn làm Ngạch phò sau này. Năm Đạo Quang thứ 24 (1844), ông được cho vào Thượng thư phòng đọc sách. Sang năm sau (1845), ông hôn thú với con gái thứ sáu của Đạo Quang Đế, tức Cố Luân Thọ Ân Công chúa, từ đó ông trở thành Cố Luân Ngạch phò. Sau ông lại được tập tước Nhất đẳng Thành Gia Nghị Dũng công (诚嘉毅勇公).
Năm Hàm Phong thứ 4 (1854), ông thăng làm Mông Cổ Đô thống (蒙古都統). Sang năm sau (1855), thăng Ngự tiền đại thần (御前大臣), ban dùng Tím cương rồi thụ chức Lĩnh Thị vệ Nội đại thần. Năm thứ 10 (1860), tháng 8, ông hộ giá Hàm Phong Đế chạy trốn sang Nhiệt Hà. Năm thứ 11 (1861), tháng 7, ông cùng Di Thân vương Tái Viên, Trịnh Thân vương Đoan Hoa và 5 người khác chịu cố mệnh từ Hàm Phong Đế, tạo nên nhóm Cố mệnh Bát đại thần. Sau đó Từ An Thái hậu, Từ Hi Thái hậu cùng Cung Thân vương Dịch Hân phát động Tân Dậu chính biến (辛酉政變), ông bị cách chức, nhưng tước vị và phẩm cấp Ngạch phò vẫn được giữ lại. Năm Đồng Trị nguyên niên (1862), tháng 2, nhậm Mông Cổ Đô thống (蒙古都統). Tháng 3 cùng năm nhậm Ngự tiền đại thần (御前大臣). Năm thứ 3 (1863), tháng 10, nhậm Lĩnh thị vệ Nội đại thần. Năm thứ 13 (1874), tháng 12, nhận lệnh quản lý sự vụ Thần cơ doanh (神机营).
Năm Quang Tự thứ 15 (1889), tháng 6, ông qua đời, thọ 61 tuổi, được ban thụy Đoan Cần (端勤).

## Gia quyến
- Chính thất: Cố Luân Thọ Ân Công chúa, con gái thứ sáu của Đạo Quang Đế.

### Hậu duệ

#### Con trai
1. Chí Đoan (志端), năm 1870 hôn thú với Vinh Thọ Cố Luân Công chúa - con gái nuôi của Từ Hi Thái hậu.
2. Chí Quân (志钧).
3. Chí Huân (志勳). Có con gái gả làm Đích Phu nhân của Thuần vương phủ Phụng ân Trấn quốc công Phổ Khôn.

#### Con gái
1. Đích Phúc tấn của Duệ Kính Thân vương Khôi Bân.
2. Đích Phúc tấn của Trang Cung Thân vương Tái Công.
3. Đích Phúc tấn của Trịnh Khác Thân vương Khải Thái.
4. Đích Phu nhân của Thuần vương phủ Phụng ân Trấn quốc công Tái Khôi.